# 河合泰志
河合 泰志（かわい たいし、10月21日 - ）は、日本の作曲家,編曲家,DJ。愛知県出身。Arte Refact所属。「Taishi」名義での活動も知られている。

## 経歴
学生の頃から音楽活動を開始する。
2005年、同人サークル「Compllege」を立ち上げ音楽家デビュー。2007年、ユニット「Blasterhead」に加入。
2010年より日本のインディーズレーベル「Otographic Music」での活動も始める。
2011年からはGWAVEで青葉りんごとのユニット「TRakker」、加藤義治とのユニット「Electro.muster」での活動を開始。
2017年に日本の作曲家であるNhatoと結成したユニット「Edelritter」からも楽曲をリリースし続けている。
2020年、Arte Refactに加入。

## 主な楽曲
「Taishi」名義の楽曲と「河合泰志」名義の楽曲が混在している。

### アルバム
- 『Phant』シリーズ（2016年 - 、Compllege）
- 『Faint Light EP』（2016年、wavforme）
- 『In the Usual Motion』（2019年、Compllege）
- 『In the Unusual Emotion』（2019年、Compllege）

### ゲーム
- 『Summer Pockets』
  - 「Seven’s sea」（2020年、リミックス）
- 『maimai』（ゲーム用楽曲作曲・編曲）
- 『チュウニズム』（ゲーム用楽曲作曲・編曲）
- 『CROSS×BEATS』（ゲーム用楽曲作曲・編曲）
- 『鉄拳モバイル』（BGM作曲・編曲）
- 『アイドルマスター シャイニーカラーズ』
  - 『THE IDOLM@STER SHINY COLORS GR@DATE WING 06』収録楽曲「Hide & Attack」（2020年、編曲）
- 『あんさんぶるスターズ!』
  - 『FUSION UNIT SERIES 01『Switch × Eden』』収録楽曲「FUSIONIC STARS!! – Eden ver. –」（2021年、大熊淳生と共編曲）
- 『プリンセスコネクト!Re:Dive』
  - 『プリンセスコネクト!Re:Dive　PRICONNE CHARACTER SONG 22』収録楽曲「Seize The Day!」（2021年、編曲）
- 『アイドルマスター SideM GROWING STARS』
  - 「We’re the one」（2021年、編曲）

### アニメ
- 『俺の妹がこんなに可愛いわけがない』
  - 第4話エンディングテーマ「白いココロ」（2010年、作詞・作曲・編曲）
- 『スパロウズホテル』
  - 主題歌「Welcome to Sparrow's Hotel」（2013年、作曲・編曲）
- 『音楽少女』
  - 挿入歌「ON STAGE LIFE」（2018年、リミックス）
  - 挿入歌「terzetto rhapsody」（2018年、リミックス）
  - エンディングテーマ「シャイニング・ピース」（2018年、リミックス）
  - 『Let's sing!!』収録楽曲「Hope in the Song」「Falling Down」「コイキュウ」（2018年、作曲・編曲）
- 『ウマ娘 プリティーダービー Season 2』
  - エンディングテーマ「木漏れ日のエール」（2021年、編曲）
- 『キラッとプリ☆チャン』
  - 挿入歌「MEMORIES FOR FUTURE -Ray-」（2021年、編曲）
- 『幼なじみが絶対に負けないラブコメ』
  - 第9話エンディングテーマ「パラダイスSOS」（2021年、編曲）
- 推しの子
- 「STAR☆T☆RAIN -New Arrange Ver.-」
- 『スパイ教室』　Pausing Shutter

### アーティスト
- 天月-あまつき-
  - ルマルソルシエ（2020年、編曲）
- Run Girls, Run!
  - 『ルミナンスプリンセス』（2020年、編曲）
  - 『ドリーミング☆チャンネル!』（2021年、編曲）
- Appare!
  - 『Appare!Parade』（2021年、編曲）
- 畠中祐
  - 『TWISTED HEARTS』収録楽曲「Moment For Life」（2021年、編曲）
- 湊あくあ
  - 『よこすか海のアニメカーニバル』イベントテーマソング「ヨーコソ！Sweet Carnival！」（2021年、編曲）
- 星街すいせい
  - 「自分勝手Dazzling」（2021年、酒井拓也と共編曲）
- hololive IDOL PROJECT
  - 「Candy-Go-Round」（2021年、編曲）
- ミームトーキョー
  - 「SNSKILLER」（2023年、編曲）